# Lénina (Rostov)
|  | Per a altres significats, vegeu «Lénina». |

Lénina (en rus: Ленина) és un poble (un khútor) de l'óblast de Rostov, a Rússia, que en el cens del 2010 tenia 3.547 habitants, pertany al districte d'Aksai.